# Șerb
Șerb este numele sub care era cunoscut țăranul dependent (cu persoana și cu bunurile sale) de stăpânul feudal în Transilvania, între secolele XVI și XVIII. 
Șerbii se deosebeau de sclavi prin faptul că cei din urmă puteau fi cumpărați și vânduți, fără să existe vreo legătură cu bucata de pământ, în timp ce șerbii își schimbau stăpânii doar când pământul pe care îl lucrau intra în stăpânirea altcuiva.

## Istorie

### Instaurare
După răscoala de la 1514, dieta a stabilit un nou statut al iobagului, cu mult mai sever. Dieta Transilvaniei a legiferat servitutea veșnică sau șerbia, și a stabilit pentru iobagi un număr de 52 de zile de lucru pe an. Din acest moment condiția șerbilor transilvăneni tinde către condiția sclavilor. Iobagii, ca și moșiile de care erau legați, fac obiectul tranzacțiilor private ale nobililor și prin urmare pot fi împrumutați, vânduți sau cumpărați, schimbați sau dăruiți, împreună cu moșia de care sunt legați. Motivele pentru care țăranii liberi cădeau în iobăgie erau multiple: fiscalitatea excesivă, pedeapsa pentru răzvrătiri sau chiar din voință proprie, atunci când se puneau pe ei înșiși drept ipotecă pentru datorii private. Pentru români condiția de iobag era cu atât mai grea, cu cât ei aveau doar statut de națiune tolerată, cu toate că erau majoritari. Țăranii unguri cădeau în iobăgie la fel ca țăranii români, doar nobilii fiind considerați ca parte a „națiunii”. În schimb sașii și secuii beneficiau de ample privilegii, motiv pentru care iobăgia îi atingea într-o măsură mult mai mică.

### Desființare
În 1784 are loc Răscoala lui Horea, Cloșca și Crișan având ca scop lichidarea șerbiei. Datorită răsunetului european stârnit de răscoală, Curtea de la Viena prin împăratul Iosif al II-lea emite ordonanța din 22 august 1785 care suprima șerbia. Suprimarea definitivă a iobăgiei a avut loc abia în 1848. În ajunul revoluției de la 1848, din cele 1.960 de sate din Transilvania, mai puțin cele din scaunele secuiești și săsești, nu mai puțin de 1.866 erau sate de iobagi.